# レイ・チャールズ
レイ・チャールズ・ロビンソン・シニア（英語: Ray Charles Robinson Sr.、1930年9月23日 - 2004年6月10日）は、アメリカ合衆国・ジョージア州オールバニ出身の歌手、作曲家、ピアニスト。史上最も象徴的で影響力の強い歌手の1人とみなされており、同世代の人々からしばしば「"The Genius"(天才)」と呼ばれていた。友人および音楽仲間の間では「"Brother Ray"」と呼ばれることを好んだ。幼少期に緑内障が原因とされる盲目というハンディを背負った。
1950年代、ブルース、ジャズ、リズム・アンド・ブルース、ゴスペルを融合して「ソウルミュージック」を創った第一人者として、アトランティック・レコードでレコーディングを行なった。1960年代、ABCレコードにて『Modern Sounds in Country and Western Music』、『Modern Sounds in Country and Western Music Volume Two』の2枚のModern Soundsアルバムをリリースしてジャンルを越えた成功を収め、カントリー・ミュージック、リズム・アンド・ブルース、ポップ・ミュージックの融合にも貢献した。ABC在籍中、チャールズは主要レコード会社により芸術的決定権が与えられた最初の黒人音楽家の1人となった。
1960年、ヒット曲「我が心のジョージア」は「ビルボード」誌のシングルチャートで第1位を獲得した3曲のうちの1曲目となった。1962年のアルバム『Modern Sounds in Country and Western Music』は「ビルボード」誌のアルバムチャートで第1位を獲得した最初のアルバムとなった。「ビルボード」誌において、アメリカR&Bシングルチャートに44枚、ホット100シングルチャートに11枚、ホットカントリーシングルチャートに2枚と各種チャートの40位以内に複数のシングルがチャートインした。
チャールズはナット・キング・コールから大きな影響を受けたと語っているが、チャールズの音楽はルイ・ジョーダン、チャールズ・ブラウンの影響を受けている。生涯を通じてクインシー・ジョーンズと友人であり、共に演奏することもあった。フランク・シナトラは「ショービジネス界で唯一の真の天才」と呼んだが、チャールズはこの発言を重要視しなかった。ビリー・ジョエルは「言葉が悪いかもしれないが、私はレイ・チャールズはエルヴィス・プレスリーより重要だったと考えている」と語った。
音楽への貢献によりケネディ・センター名誉賞、国民芸術勲章、ポーラー音楽賞を受賞した。1986年、ロックの殿堂に初めて殿堂入りした人物の1人となった。グラミー賞に18回(没後5回)受賞し、1987年、グラミー賞特別功労賞を受賞し、グラミーの殿堂に10枚のシングルおよびアルバムが殿堂入りした。「ローリング・ストーンの選ぶ歴史上最も偉大な100人のシンガー」において第2位、「ローリング・ストーンの選ぶ歴史上最も偉大な100組のアーティスト」において第10位、「Q誌の選ぶ歴代の偉大な100人のシンガー」において第24位にランクインした。2022年、カントリー・ミュージックの殿堂、ブラック・ミュージック・エンターテイメントの殿堂に殿堂入りした。

## 生い立ちおよび教育
1930年9月23日、ジョージア州オールバニにて、肉体労働者の父ベイリー・ロビンソン、フロリダ州グリーンビル出身の洗濯作業員の母アレサ(リーサ)・ロビンソン(旧姓ウィリアムズ)のもとに生まれた。
アレサの子供の頃に母親が亡くなり、父親も育てられなかった。父親の同僚のベイリーが妻メリー・ジェーンと共にアレサを非公式ながら養女に迎え、アレサは姓をロビンソンに変えた。数年後、15歳となったアレサはベイリーの子を妊娠した。地元のスキャンダルとなり、1930年晩夏、グリーンビルを離れて親族のいるオールバニに転居した。息子となるレイ・チャールズを出産後、アレサと幼いチャールズはグリーンビルに戻った。アレサは、息子を亡くしたメリー・ジェーンと共にチャールズを育てた。ベイリーは家族を見捨ててグリーンビルを離れ、他の女性と再婚した。チャールズが1歳となるまでに父親不明の弟ジョージが誕生した。
チャールズは母に深く傾倒し、のちに母は体が弱く不運続きにもかかわらず、忍耐強く、自立し、誇り高く、チャールズの人生の指針となったと語った。
幼い頃、チャールズは機械に興味を示し、しばしば近隣住民の車や農業機械の修理を見ていた。3歳の頃、ワイリー・ピットマンズ・レッド・ウィング・カフェでピットマンが古いアップライト・ピアノでブギウギを演奏するのを聴き、音楽への興味が発揮された。ピットマンはチャールズにピアノの演奏方法を教えた。いつもこのカフェはチャールズと母親を歓迎し、経済的に困窮した時はここに住むこともあった。ピットマンは母親の負担軽減のために弟のジョージの世話をすることもあった。6歳の頃、仲が良かった4歳の弟のジョージ・ロビンソンが誤って母親の洗濯桶で溺れて亡くなった。
チャールズは4歳から5歳で視力が悪化し始め、ジョージの死から9か月後の7歳でおそらく緑内障のために失明した。ジョージの死を悼む極貧で無学な母アレサは地元のつてを頼ってアフリカ系アメリカ人の盲目の子供を受け入れる学校を探した。1937年から1945年、チャールズは当初嫌々ながらもフロリダ州セントオーガスチンにあるフロリダ盲聾学校に通学した。
目が見えないというハンディを背負いながらも盲学校に通いつつ、バッハ、モーツァルト、ベートーベンなどのクラシックピアノを学び、音楽の才能をさらに伸ばした。ローレンス先生は右手で点字を読んで左手で動きを覚え、左手で点字を読んで右手で動きを覚えるという難しいプロセスである点字楽譜の使用方法を教えた。
1945年、14歳の時に母親が亡くなった。チャールズは非常にショックを受け、のちに弟と母親の死は「人生最大の悲劇」と語った。葬式後、学校に戻らないことを決意した。

## 経歴

### 1945年–1952年: フロリダ、ロサンゼルス、シアトル
退学後、チャールズは母親の友人のチャールズ・ウェイン・パウエルと同居するためにフロリダ州ジャクソンビルに転居した。1年以上ラヴィラ地区にあるリッツ・シアターにて複数のバンドでピアノを弾き、一晩で4ドル(US$46, in 2023 value)を稼いでいた。職を得るためにアメリカ音楽家連盟632区に加盟し、家にピアノを持っておらず連盟施設のホールのピアノを練習のために使用することができ、他の奏者のフレーズを復唱した。ジャクソンビルでその音楽的才能が評判となったが定職に就けなかった。16歳でフロリダ州オーランドに転居したが極貧により数日食にありつけないこともあった。第二次世界大戦が終わり、いずれの音楽家も職を見つけるのが困難となった。ようやくポップ・ミュージックのバンドの編曲を開始した。1947年夏、ラッキー・ミリンダーおよびその16人編成バンドのピアノのオーディションに落ちた。
1947年、フロリダ州タンパに転居し、チャールズ・ブラントリー・ハニー・ディッパーズのピアノ演奏を含む2つの職を掛け持った。
キャリア初期の頃、チャールズはナット・キング・コールを手本としていた。最初のレコーディングとなる「"Wondering and Wondering"」、「"Walking and Talking"」、「"Why Did You Go?"」、「"I Found My Baby There"」の4曲はタンパでレコーディングしたとされるが、いくつかのディスコグラフィでは1951年にマイアミまたは1952年にロサンゼルスでレコーディングしたとされる。
他の人物のバンドでピアノ演奏していたが、自身のバンドを持ちたいと熱望していた。フロリダ州を離れてどこか大都市に転居しようと決心したが、シカゴやニューヨークは大きすぎると考えた。ラジオの大ヒット曲は北部の都市で生まれるとして、1948年3月、友人のゴシー・マッキーについてワシントン州シアトルに移った。1948年にはロバート・ブラックウェルの指導を受ける当時15歳だったクインシー・ジョーンズと出会い、友人となっている。
チャールズのピアノ、マッキーのギター、ミルトン・ギャレットのベースのトリオ編成のバンドに参加して、マッキー(McKee)とロビンソン(Robinson)から名付けたマクソン・トリオとしてロッキング・チェアにて午前1時から5時のシフトで演奏していた。トリオの宣材写真がチャールズの最古の写真とされる。この頃から薬物使用の悪癖も始まってしまう。1949年4月、トリオは「コンフェッション・ブルース」をレコーディングし、チャールズにとって最初の全国ヒット曲となり、早くも「ビルボード」誌のR&Bチャートで第2位まで上昇するヒットとなった。ロッキング・チェアで活動中、コール・ポーターの「"Ghost of a Chance"」、ディジー・ガレスピーの「"Emanon"」など他のアーティストの編曲も行なっていた。最初の2曲がヒットし、1950年にロサンゼルスに転居し、その後数年間ブルースのロウエル・ファルソンのツアーに音楽監督として同行した。
1950年、マイアミのホテルでの演奏を聴いたレコード・プロデューサーのヘンリー・ストーンが感銘を受け、Ray Charles Rockin'をレコーディングしたがヒットしなかった。マイアミ滞在中チャールズは差別を受けていたが、オーバータウンの黒人コミュニティで人気となった。その後ストーンはジェリー・ウェクスラーがフロリダ州セントピーターズバーグでチャールズを見つける手助けをした。
スウィング・タイム・レコードで歌った後、チャールズはレイ・チャールズの名でR&Bの2曲をレコーディングし、「"Baby, Let Me Hold Your Hand"」(1951年)は第5位、「"Kissa Me Baby"」(1952年)は第8位とヒットした。初期の頃はレイ・ロビンソンの名で活動し、後に同名のボクサーがいるため、ミドルネームのレイ・チャールズに改名した。
翌年、スウィング・タイムは破産し、自己バンドでツアーを行っているうちに、アトランティック・レコードのアーメット・アーティガンから声を掛けられ契約した。
演奏家としてだけでなく、レコード・プロデューサーとしてギター・スリムの「"The Things That I Used to Do"」のプロデュースを行ない第1位のヒットとなった。

### 1952年–1959年: アトランティック・レコード

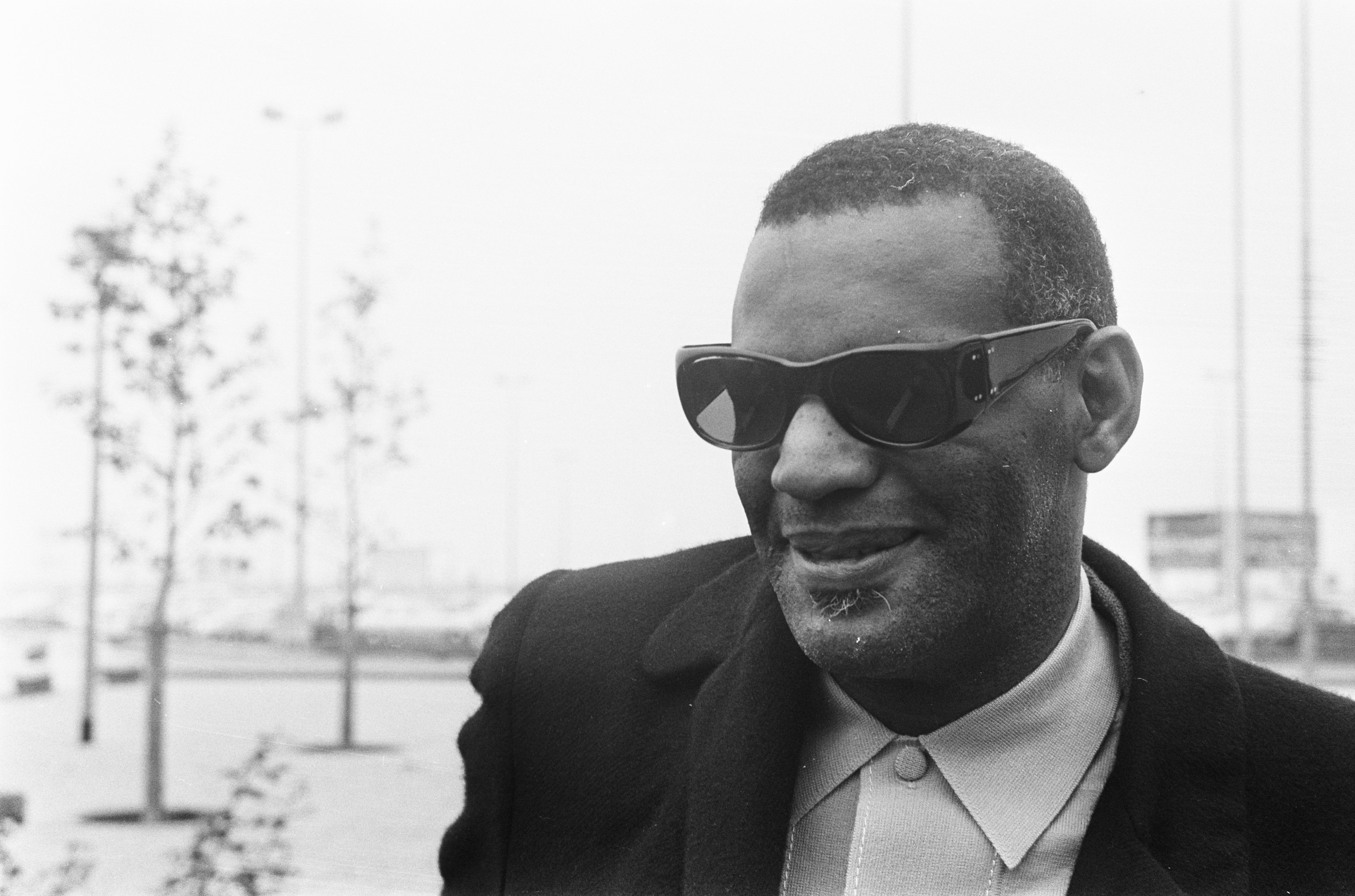
レイ　1968

1952年6月、アトランティック・レコードと2,500ドル(US$28,684 in 2023 dollars)で契約した。1952年9月、アトランティックでの最初のレコーディング・セッションは「"The Midnight Hour"/"Roll with My Baby"」であったが、1953年2月にスウィング・タイムから最後のレコード「"Misery in My Heart"/"The Snow Is Falling"」がリリースされた。
1953年、「"Mess Around"」がアトランティックでの最初のまずまずのヒットとなり、翌年、「"It Should've Been Me"」と「"Don't You Know"」がヒットした。この頃「"Midnight Hour"」および 「"Sinner's Prayer"」もレコーディングしていた。
1964年終盤、「"I've Got a Woman"」をレコーディングした。バンドリーダーのレナルド・リチャードが作詞し、チャールズが作曲したとされた。のちに彼らはサザン・トーンズの「"It Must Be Jesus"」(1954年)がベースとなっていることを認めた。最も著名なヒット曲の1つとなり、R&Bチャートで第2位となった。この曲はゴスペル、ジャズ、ブルースの要素が融合された。1955年、「"This Little Girl of Mine"」、「"A Fool for You"」がヒットした。その後「"Drown in My Own Tears"」、「"Hallelujah I Love Her So"」がヒットした。
アルバム『The Great Ray Charles』(1957年)などジャズもレコーディングしている。ビブラフォン奏者のミルト・ジャクソンと共に『Soul Brothers』(1958年)、『Soul Meeting』(1961年)のアルバムをリリースした。ニューヨークのアポロ・シアターなどの黒人施設だけでなく、カーネギー・ホールやニューポート・ジャズ・フェスティバルなどの大規模な施設でもメイン出演者として演奏しており、1958年に初のライヴ・アルバム『Ray Charles at Newport』がレコーディングされた。女性ヴォーカル・グループのクッキーズを雇い、レイレッツと改名させた。1958年8月3日、チャールズとレイレッツはレオン・ヘフィン・シニアのプロデュースによりシュライン・オーディトリアムで開催されたカヴァルケイド・オブ・ジャズで演奏した。他にリトル・ウィリー・ジョン、サム・クック、アーニー・フリーマン、ボ・ランボが出演していた。サミー・デイヴィスJr.もミス・カヴァルケイド・オブ・ジャズ優勝者に授賞するため出席していた。ロサンゼルスの最も著名なディスクジョッキー4名も出演していた。
1959年のゴスペル、ジャズ、ブルース、ラテンを融合した「ホワッド・アイ・セイ」をリリースしてアトランティックの頂点となった。チャールズは自身のバンドとクラブで演奏中に自然と曲ができたと語った。1959年の「ビルボード」誌のPop 100で第6位、R&Bチャートで第1位に昇る大ヒットとなった。しかし歌詞が煽情的であるとして複数のラジオ局で放送禁止となった。聖なるゴスペルと俗世間の音楽であるR&Bを融合していたことから、信心深いクリスチャンからは非難された。また、ジャズ評論家の中にはレイの曲を「ただばか騒ぎしているだけじゃないか」と揶揄する者もいた。1959年終盤、チャールズにとって初のカントリー曲となるハンク・スノウの「"I'm Movin' On"」のカバーをリリースし、アトランティックでさらにジャズの『The Genius After Hours』(1961年)、ブルースの『The Genius Sings the Blues』(1961年)、ビッグバンドの『The Genius of Ray Charles』(1959年)の3枚のアルバムをレコーディングした。『The Genius of Ray Charles』はトップ40に入った初のアルバムで最高17位となった。

### 1959年–1971年: ジャンルを越えた成功

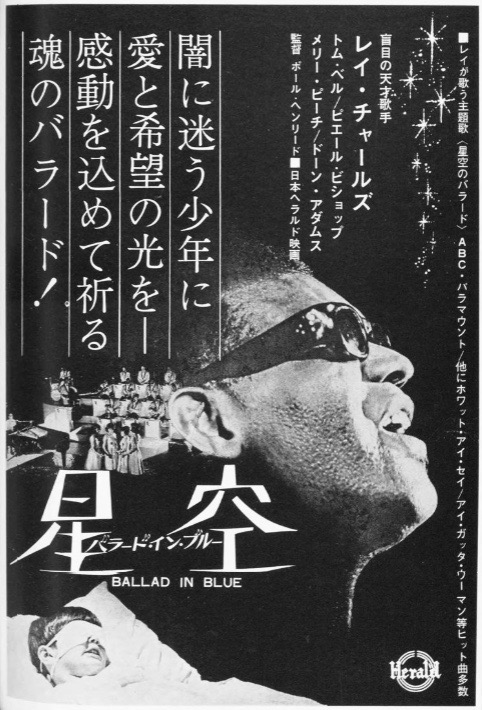
『星空』（1964年）

1959年に、アトランティックとの契約切れを期に複数の大規模なレコード会社から契約を持ちかけられた。アトランティックとの契約更新を望まず、1959年11月、ABCパラマウントと契約した。ABCは当時としてはとても価値ある有益な契約となる年間前払金5万ドル(US$522,603 in 2023 dollars)、これまで以上の印税収入、マスタリング所有権を提示し、チャールズは当時の他のアーティストたちより寛大な契約を獲得した。アトランティック在籍中、チャールズはその独創的な作曲で称賛されていたが、ABCの子会社レーベルであるインパルス!レコードによる、主にインストゥルメンタルのジャズによるアルバム『Genius + Soul = Jazz』(1960年)のリリースの頃までには作曲することを諦め、既存の曲に自身の多様な編曲を加えるカバー・アーティストとなっていた。
1960年に代表曲の一つとなる「我が心のジョージア」を発表し、ミリオンセラーを記録した。ABCパラマウントでの初のヒット・シングルとなり、全米の称賛を受けて男性ポップヴォーカル賞およびコンテンポラリー楽曲賞を含む4部門で受賞した。スチュアート・ゴレルおよびホーギー・カーマイケルの作曲で、シド・フェラ―がプロデュース、編曲、レコーディングでの指揮を務めた。この演奏によりアメリカの古い楽曲の価値が上がり、1979年にはチャールズ版「我が心のジョージア」がジョージア州歌となるに至った。

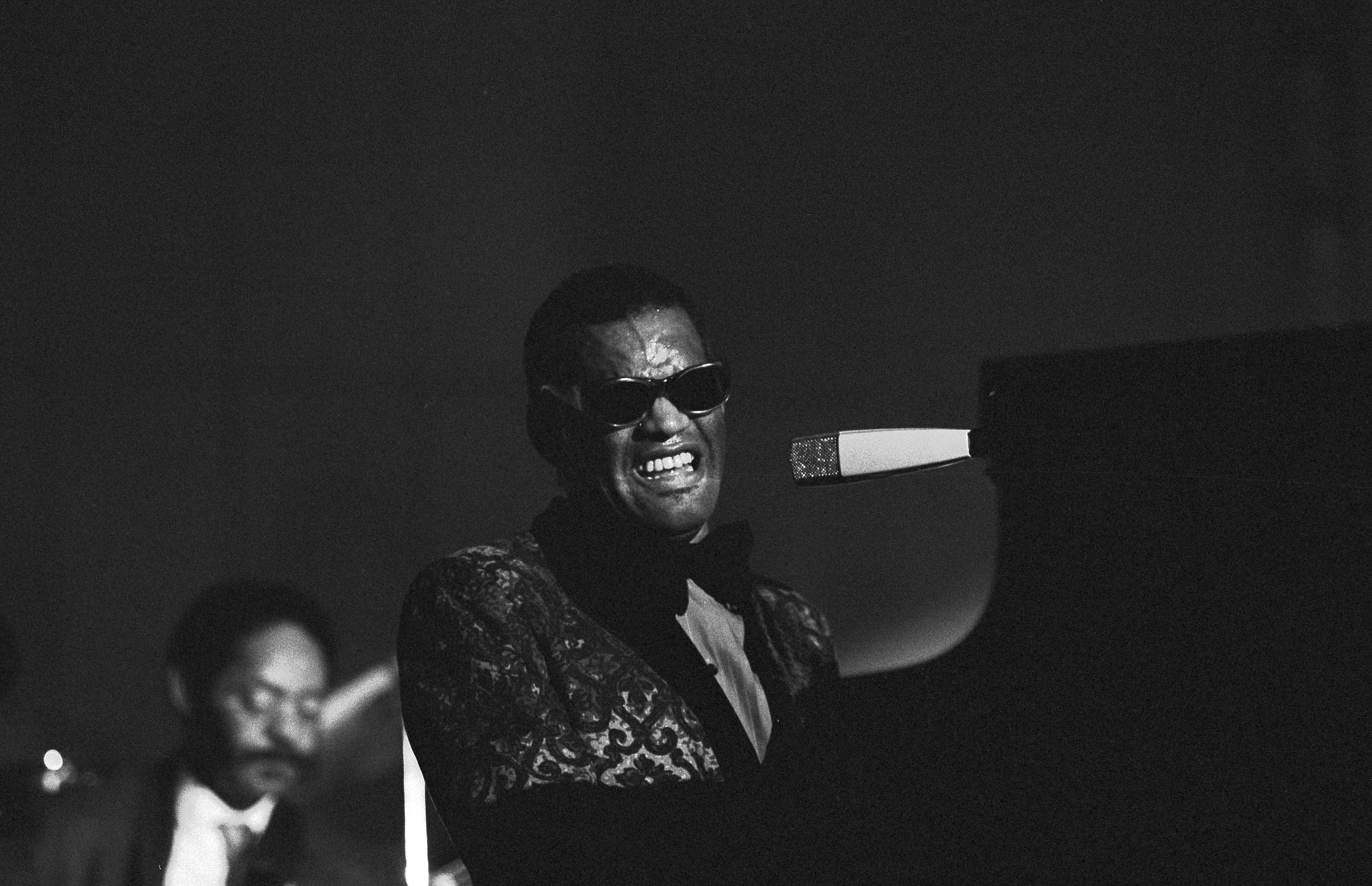
1971年

R&B歌手のパーシー・メイフィールドが作曲した「旅立てジャック」（1961年）でもグラミー賞を受賞した。
1961年終盤までにチャールズは小規模のツアーメンバーからビッグバンドに拡大させ、印税やツアー費用の増加もあり、制作段階でメインストリーム・ポップに進出した数少ない黒人アーティストの1人となった。しかし1961年11月のコンサートツアー中、インディアナ州インディアナポリスにて警察がチャールズのホテルの部屋を捜索して薬棚からヘロインが発見され、これまでの成功が一気に崩壊した。ただし警察による正式な令状のない捜査であったため事件は取り下げられ、チャールズはすぐに音楽界に戻った。
1960年代初頭、ルイジアナ州からオクラホマ州オクラホマシティへ向かう航空機に搭乗中、降雪と霜取り機の使用の失敗によりフロントガラスが完全に氷で覆われパイロットの視界が悪くなり、墜落寸前となった。空中で2回旋回し、フロントガラスのごく僅かな部分から見ながら着陸することができた。チャールズはこの経験をスピリチュアルに解釈し、「計り知れない誰かあるいは何か」がフロントガラスの氷に小さな隙間を作り、最終的に飛行機が安全に着陸することができたのだと語った。
1962年のアルバム『Modern Sounds in Country and Western Music』および続編の『Modern Sounds in Country and Western Music, Vol. 2』はカントリー・ミュージックをメジャー路線にすることに貢献した。ドン・ギブソンが作曲した「愛さずにはいられない」（1962年）のチャールズ版がポップ・チャートに5週連続第1位、R&Bチャートに10週連続第1位を獲得し、チャールズにとってイギリスで唯一の第1位の楽曲となった。1962年、ABCパラマウントが広報と配給を行なう自身のレコード会社タンジェリン・レコードを創立した:248 :213–16。1963年、「"Busted"」が全米4位、「"en:Take These Chains from My Heart"」が全米8位とポップチャートでヒットした。1964年、マージー・ヘンドリクスを激しい口論の上でレイレッツから解雇した。他に「ワン・ミント・ジュレップ」 （1961年）、「アンチェイン・マイ・ハート 」（1962年）、「太陽は燃えている」（1964年）などのヒットを出し続けた。
1964年、ヘロイン所持で3度目の逮捕となり、チャールズのキャリアは再び中断した。収監を避けるためにリハビリ施設への入所に同意し、ついにロサンゼルスの診療所で悪癖を払拭した。1年間の執行猶予の後、1966年、チャールズはダンス曲「"I Don't Need No Doctor"」、「 "Let's Go Get Stoned"」などアシュフォード&シンプソンとジョー・アームステッドの作曲による一連のヒット曲でチャートに再び登場するようになり、数年ぶりにR&Bチャートで第1位を獲得した。カントリー歌手のバック・オーウェンスの楽曲をカバーした「"Crying Time"」がポップチャートで第6位となり、翌年3月のグラミー賞を受賞した。
1967年、バラード曲「"Here We Go Again"」がトップ20にランクインした。

### 1971年–1983年: 商業的下落

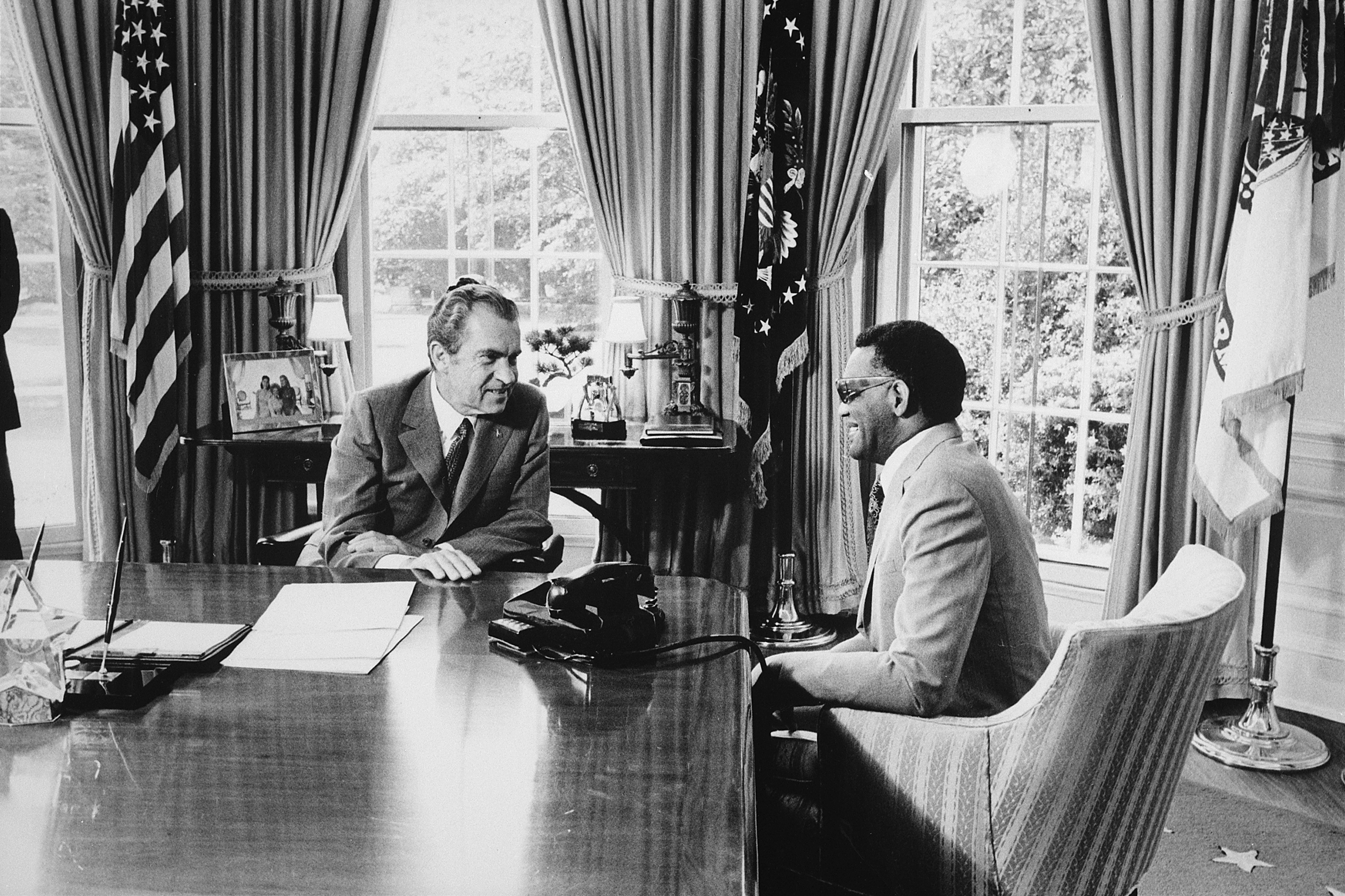
1972年、リチャード・ニクソン大統領との面会(オリヴァー・F・アトキンス撮影)

チャールズのチャート復帰は短期間で終わり、1970年代までにはラジオ局であまり流されなくなった。サイケデリック・ロック、そしてロックやR&Bのハード版の台頭により、ラジオでの求心力を下降させ、マスタリング所有権による印税収入があるため新曲作曲の意欲を失い、ポップスの定番曲の他にコンテンポラリー・ロックやソウルのヒット曲をレコーディングするようになった。それでもレコーディング活動を続けていた。1968年から1973年のレコーディングの多くはファンや批評家から賛否両論の強い反応を引き起こした。この時期のレコーディング、特に1972年のアルバム『A Message from the People』は当時人気だったプログレッシブ・ソウルへと傾倒していった。ゴスペルの要素を含む独自の「アメリカ・ザ・ビューティフル」、そして貧困や人権に抗議する楽曲が複数収録されている。ただし「アメリカ・ザ・ビューティフル」は原曲と大幅に異なるとしてしばしば批判されている。1973年7月14日、チャールズとの子を出産したマージー・ヘンドリクスが38歳で亡くなり、遺児のチャールズ・ウエイン・ヘンドリクスの世話をするようになった。死因は不明である。
1974年、ABCレコードを離れ、自身のレーベルであるクロスオーバー・レコードで複数のアルバムをレコーディングした。1975年、スティーヴィー・ワンダーのヒット曲「汚れた街」のチャールズ版で再びグラミー賞を受賞した。1977年、アーメットと再会し、アトランティック・レコードと再び契約してアルバム『True to Life』をレコーディングし、1980年まで所属し続けた。しかしアトランティックはロックに焦点を当て始め、アレサ・フランクリンなどの著名なソウル・アーティストは活躍の場がなくなり始めた。1977年11月、チャールズはNBCのテレビ番組『サタデー・ナイト・ライブ』にゲスト司会者として出演した。
1979年4月24日、ジョージア州議会は「Georgia On My Mind （わが心のジョージア）」を「正式な州歌」と定めた。チャールズはジョージア州会議事堂で感動的な演奏を行なった。1980年には映画『ブルース・ブラザース』（1980年）に楽器店店主の役で出演し、「Shake Your Tailfeather」を演奏している。1960年代、アフリカ系アメリカ人公民権運動およびマーティン・ルーサー・キング・ジュニアを支援していたことで知られ、1981年、南アフリカ共和国のアパルトヘイトに抗議する国際的なボイコットの間、リゾート地のサンシティでコンサートを開催したことに批判が起こった。のちにこのコンサートの間は黒人と白人が平等となるとして決行することにしたと主張した。

### 1983年–2004年: 後年
1983年、コロムビア・レコードと契約した。一連のカントリー・アルバムをレコーディングし、ジョージ・ジョーンズ、チェット・アトキンス、B・J・トーマス、ミッキー・ガイリー、ハンク・ウィリアムズ・ジュニア、ディー・ディー・ブリッジウォーター("Precious Thing")そして長年の友人であるウィリー・ネルソン("Seven Spanish Angels")などの歌手と共にデュエットしたシングルがヒットした。

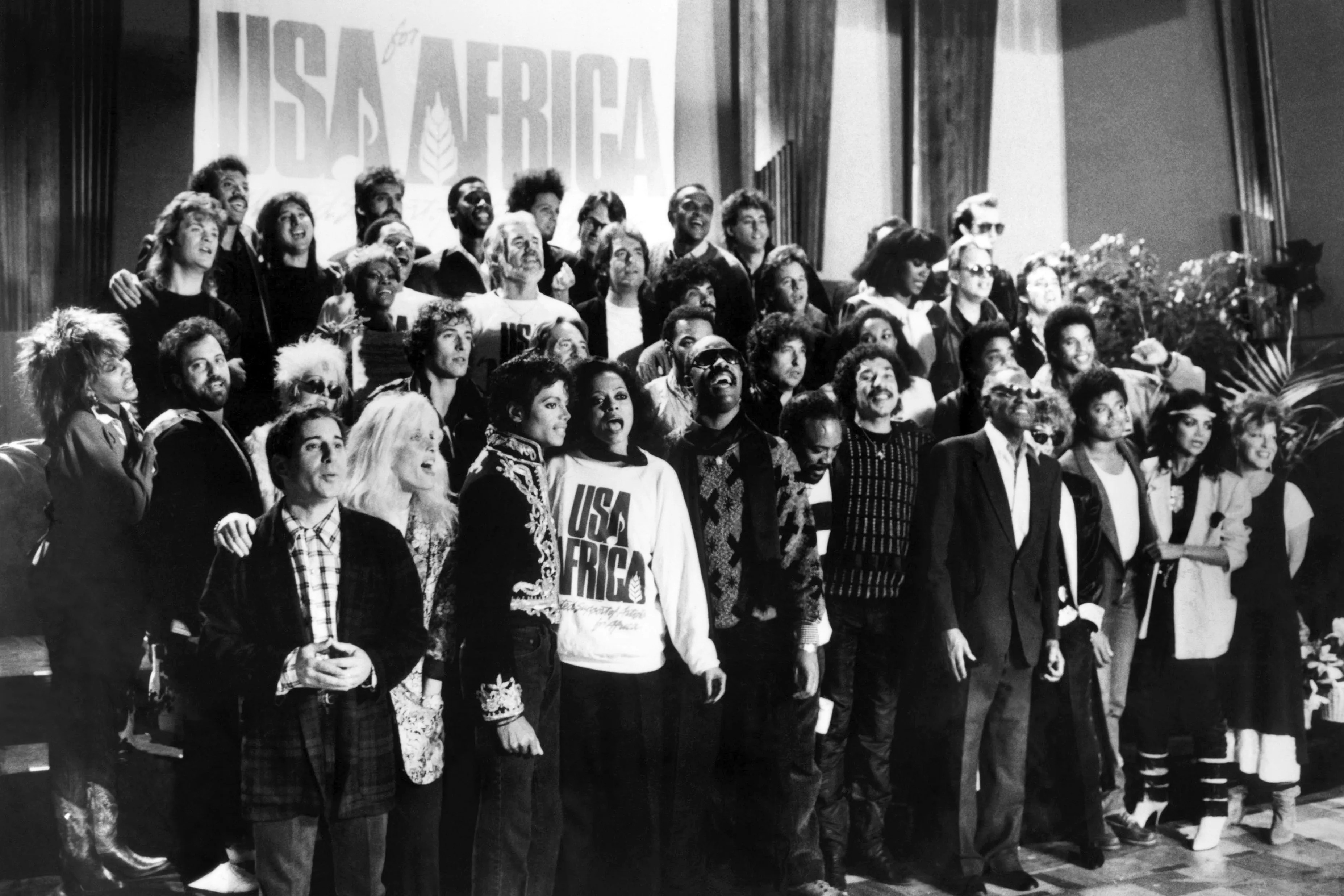
USAフォー・アフリカにてウィ・アー・ザ・ワールドを歌う

1985年にはUSAフォー・アフリカに参加し、チャリティ・シングルの「ウィ・アー・ザ・ワールド」のブリッジ部分でリードボーカルをとった。

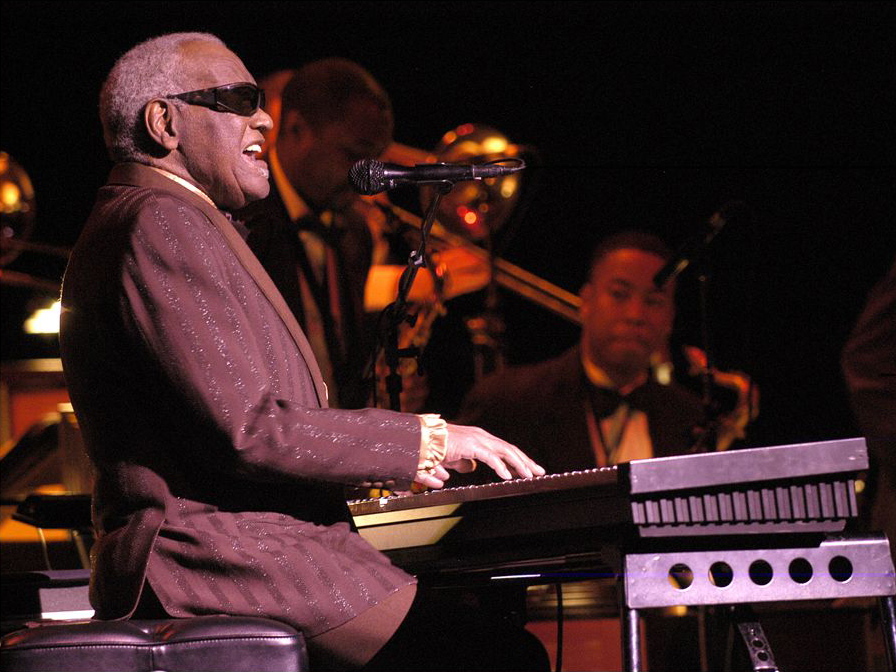
レイ・チャールズ。　モントルー・ジャズ・フェス2003

1987年、シンガーソングライターのビリー・ジョエルとのデュエット曲「"Baby Grand"」がポップチャートにランクインした。1989年、長年の友人のクインシー・ジョーンズおよび歌手のチャカ・カーンとの共作であるブラザーズ・ジョンソンの「"I'll Be Good to You"」のカバーをリリースしてR&Bチャートに復帰し1990年に第1位を獲得し、チャールズとカーンはグラミー賞を受賞した。1989年、サントリーのテレビ・コマーシャルのためにサザンオールスターズの「いとしのエリー」のカバー「"Ellie My Love"」を日本でリリースし、オリコンチャートで第3位を獲得した。1989年、イタリア人歌手ズッケロ・フォルナチャーリの『Oro Incenso & Birra』のツアーにおいて、アレーナ・ディ・ヴェローナにゲスト出演した。1990年、ワーナーでの初のアルバム『Would You Believe』をリリースした。
2001年から2002年、ニュージャージー・ロッタリーのキャンペーン「"For every dream, there's a jackpot"」のコマーシャルに出演した。
2003年、ジョージ・W・ブッシュ大統領、ローラ・ブッシュ、コリン・パウエル、コンドリーザ・ライスが出席する、ワシントンD.C.で行なわれたホワイトハウス記者協会夕食会にメインで出演した。
2003年、ヴァン・モリソンがソングライターの殿堂に殿堂入りする際、チャールズが授賞し、モリソンの楽曲「クレイジー・ラヴ」を共に歌唱して2007年のモリソンのアルバム『The Best of Van Morrison Volume 3』に収録された。2003年、ワシントンD.C.で毎年行なわれるメディア・ジャーナリスト晩餐会で「我が心のジョージア」と「アメリカ・ザ・ビューティフル」を演奏した。2004年4月30日、ロサンゼルスで行なわれた歴史的建造物としてのスタジオの竣工式が公に姿を見せた最後となった。

## レガシー

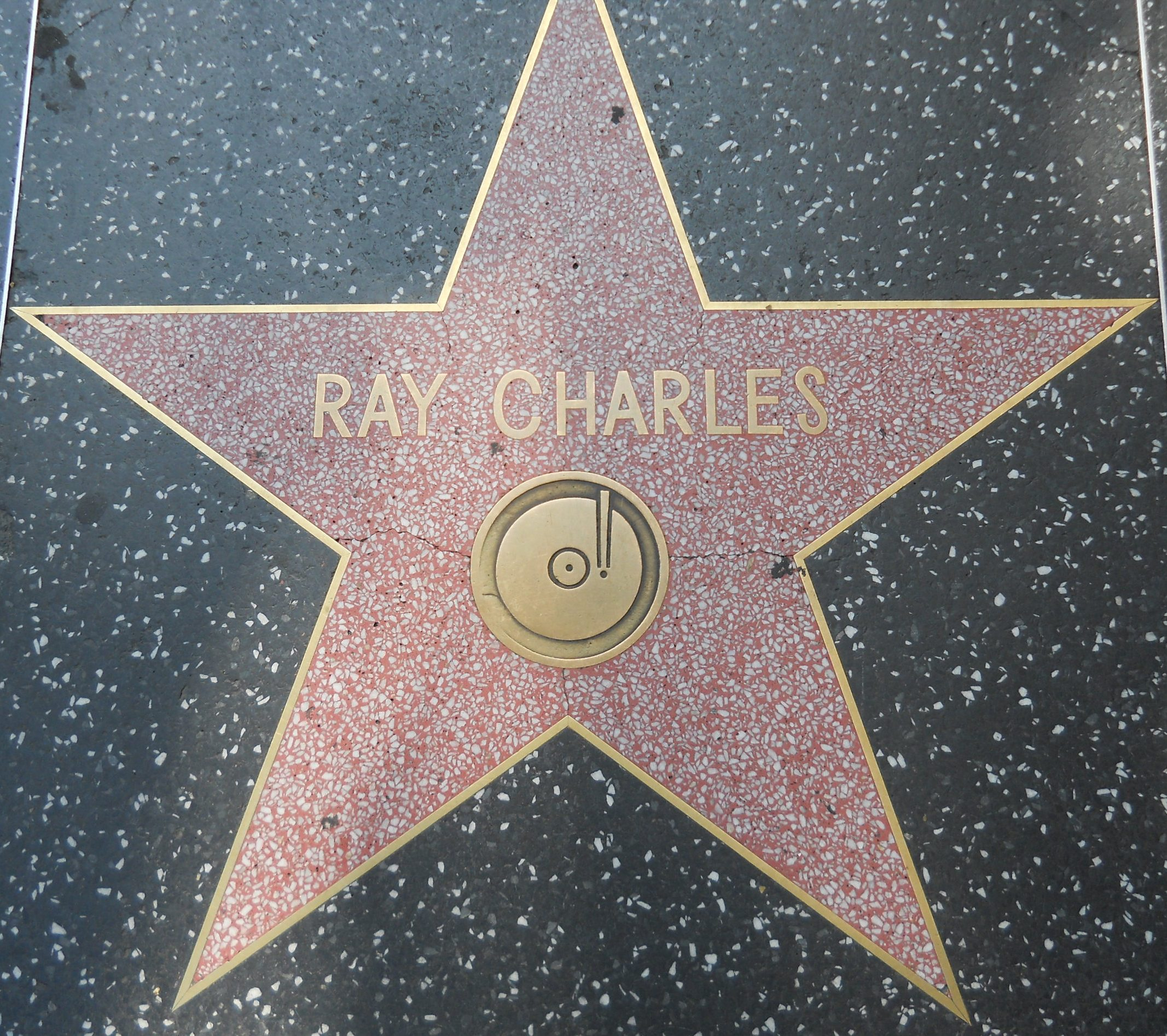
レイの星　Hollywood Walk of Fame

1961年、ジョージア州オーガスタのベル講堂で予定された公演において、人種差別的な座席配置がされていたことに抗議し、出演をキャンセル。映画『Ray/レイ』（後述）ではこの出来事以降、彼が同州での公演から追放されたように描かれていたものの、これは事実ではなくその後も公演を行っている。キャンセルした公演のプロモーターに賠償金800ドルを支払ったにすぎない。
2004年に、テイラー・ハックフォード監督の伝記映画『Ray/レイ』が公開され、アカデミー音響賞、主人公のジェイミー・フォックスはアカデミー主演男優賞を受賞した。製作中に撮影現場で演技指導を行った際は、フォックスの演技に賞賛の言葉を送った。

## 私生活
1978年の自叙伝『Brother Ray: Ray Charles' Own Story』によると、12歳の時に20歳くらいの女性と関係を持ってから女性に夢中になった。「タバコ、スマック(ヘロイン)は私の知る限り最も中毒的な習慣だ。女性も追加できるかもしれない。昔も今も女性なしではいられない」と語った。

### 女性関係および子供
生涯を通じてチャールズは多くの女性と関係を持ち、12人の子を持った。チャールズは2回結婚しており、1回目は1951年7月31日から1952年にアイリーン・ウィリアムズと結婚しており1年もたなかった。2回目はデラ・ベアトリス・ハワード・ロビンソンで、1954年にテキサス州で出会い、翌年の1955年4月5日に結婚した。ベアトリスの略でビーと呼んでいた。1955年、2人にとっての第一子長男レイ・チャールズ・ロビンソン・ジュニアが誕生した。その時チャールズはテキサス州で演奏中だったため会えなかった。2人の間には他に2人の息子デイヴィッドとロバートが誕生した。一家はカリフォルニア州ヴュウ・パークで暮らしていた。チャールズは自身のヘロイン中毒が結婚生活に支障をきたしたと考えていた。薬物中毒、ツアー中の浮気、情緒不安定な言動により2人の仲は悪化し、1977年に妻から離婚が申請され、22年間の婚姻関係は終了した。
6年に亘り、レイレッツの初期メンバーのマージー・ヘンドリクスと不倫し、1959年に息子チャールズ・ウェインが誕生した。メイ・モスリー・ライルズと浮気をし、1961年に娘レネーが誕生した。1963年、サンドラ・ジーン・ベッツとの間に娘シーラ・レイ・チャールズが誕生した。シーラ・レイは父と同様にシンガーソングライターとなったが、2017年6月15日に乳癌により亡くなった。1967年に出会ったパリの愛人Arlette Kotchounianとの間に1977年に息子ヴィンセントが誕生した。死亡時のパートナーは長年の恋人のノーマ・ピネラであった。
チャールズには10人の女性との間に12人の子がいる。
- 1949年、イヴリン・ロビンソン(ルイーズ・フラワーズとの娘)
- 1955年5月25日、レイ・チャールズ・ロビンソン・ジュニア(デラ・ビー・ロビンソンとの息子)
- 1958年、デイヴィッド・ロビンソン(デラ・ビー・ロビンソンとの息子)
- 1959年10月1日、チャールズ・ウェイン・ヘンドリクス(レイレッツのマージー・ヘンドリクスとの息子)[67]
- 1960年、ロバート・ロビンソン(デラ・ビー・ロビンソンとの息子)
- 1961年、レネー・ロビンソン(メイ・モスリー・ライルズとの娘)
- 1963年、シーラ・ロビンソン(サンドラ・ジーン・ベッツとの娘)
- 1966年、リーサ・バトラー
- 1968年、アレクサンドラ・バートランド(メリー・チャンタル・バートランドとの娘)
- 1977年、Vincent Kotchounian(Arlette Kotchounianの息子)
- 1978年、ロビン・モフェット(グロリア・モフェットの娘)
- 1987年、Ryan Corey Robinson den Bok(Mary Anne den Bokとの息子)[65]

2002年、12人の子のために昼食会に開催し、10人が出席した。チャールズは死に至る病気に疾患していること、子供たちそれぞれに今後5年間で支払われる50万ドルを信託に預けてあることを語った。

### 薬物中毒および法的問題
マクソン・トリオ在籍中の18歳の頃、創造性を引き出し作曲をしやすくするとして、試してみたいと熱望していたマリファナを初めて使用した。それから17年間ヘロイン中毒となっていた。1955年、チャールズとバンド仲間は舞台裏でマリファナおよび焦げたスプーン、注射器と注射針を含む麻薬道具を所持していたことで逮捕されたことが、チャールズにとって初めての逮捕であった。それでも薬物はやめられず、より成功して稼ぐようになるとエスカレートするのみであった。
1958年、ハーレムの街角で薬物およびヘロイン使用の道具の所持で逮捕された。
1961年11月14日の出演前、インディアナ州のホテルの客室で待機中、麻薬の罪で逮捕された。刑事らはヘロイン、マリファナなどを押収した。31歳の時、16歳の頃から薬物中毒だったと語った。しかしこの事件は証拠の獲得方法が原因で棄却された。それでも数年、状況は好転しなかった。
1964年のハロウィンの日、マサチューセッツ州ボストンにあるローガン空港にてヘロイン所持で逮捕された。ヘロインを断つ決意をし、カリフォルニア州リンウッドにあるセント・フランシス病院に入院し、4日間の禁断症状に耐えた。自主的な入院の後、4件の麻薬容疑で有罪を認めた。検察は2年間の懲役と高額な罰金を命じたが、裁判官はチャールズの精神科医であるハッカー医師からチャールズが薬物を断つ決意の報告を聞き、チャールズはマサチューセッツ州ベルモントのマクリーン病院に運ばれた。裁判官はチャールズが政府の指定医師による定期検診を受診することに同意すれば1年間の評決延期を申し出た。チャールズは5年間の執行猶予、4年間の保護観察、1万ドルの罰金を受けた。
1966年、薬物使用の経験を楽曲「"I Don't Need No Doctor"」や「"Let's Go Get Stoned"」で表現し、ヘロイン中毒を克服してから最初のアルバム『Crying Time』をリリースした。

### チェス
チャールズはチェスを趣味にしていた。フレデリック・パッカー医師と出会い、ヘロインを断つためのセラピーの一環で週3回チェスを教えられた。四角い桝が高くなり、駒を挿す穴が開いた特別なボードを使用していた。対戦相手が盲目のチャールズを騙そうとすると「チェスで騙そうとするな。私は見えるんだ」と冗談を言っていた。1991年のコンサートにおいて、ウィリー・ネルソンをチェス仲間だと語った。2002年、アメリカ人グランドマスターで元チャンピオンのラリー・エヴァンスと対戦して負けた。

## 死去
2003年、人工股関節置換術に成功してツアーに戻る予定であったが、他の病気にかかり始めた。2004年6月10日に73歳でカリフォルニア州ビバリーヒルズの自宅にて肝不全による合併症で死去した。完成された映画『Ray/レイ』を観ることは出来なかった。
2004年6月18日、ロサンゼルス・ファースト・アフリカン・メソジスト聖公会で葬儀が行なわれ、多数の音楽関係者が参列した。彼をリスペクトするアーティストによる「音楽葬」が行われたことも話題となった。B.B.キング、グレン・キャンベル、スティーヴィー・ワンダー、ウィントン・マルサリスが葬儀においてそれぞれ演奏を行なった。イングルウッド公園墓地に埋葬された。
2004年8月31日の没後2ヶ月後、最後のアルバム『Genius Loves Company』がリリースされ、B.B.キング、ヴァン・モリソン、ウィリー・ネルソン、ジェームス・テイラー、グラディス・ナイト、マイケル・マクドナルド、ナタリー・コール、エルトン・ジョン、ボニー・レイット、ダイアナ・クラール、ノラ・ジョーンズ、ジョニー・マティスなどの音楽仲間や同世代のミュージシャンとのデュエットが収録されている。
2005年2月13日、第47回グラミー賞授賞式では、ポップボーカルアルバム賞、年間アルバム賞、年間レコード賞、ポップ・コラボレーション・ウイズ・ボーカル賞(「"Here We Go Again"」ノラ・ジョーンズと共に)、ゴスペル・パフォーマンス賞(「"Heaven Help Us All"」グラディス・ナイトと共に)を含む計8部門で受賞した他、エルトン・ジョン、B.B.キングとのデュエットでもノミネートされた。また葬儀でも演奏された、ジョニー・マティスとのデュエットであるハロルド・アーレンおよびエドガー・イップ・ハーバーグ版の「虹の彼方に」が収録された。

## ディスコグラフィ

### アルバム
- Ray Charlez (Álbum) (Oh, Halleluja I Love Her So),1957
- The Great Ray Charles,1957
- Yes Indeed!,1957
- Ray Charles at Newport,1958
- Soul Brothers,1958
- Soul Meeting,1958
- What'd I Say,1959
- Genius & Friends (Atlantic) 2005年
- Ray Sings, Basie Swings (Concord) 2006年
- Rare Genius: The Undiscovered Masters (Concord) 2010年

### シングル
- メス・アラウンド - Mess Around (1953)
- アイヴ・ガット・ア・ウーマン - I've Got A Woman (1954)
- ハレルヤ・アイ・ラヴ・ハー・ソー - Hallelujah, I Love Her So (1956)
- ホワッド・アイ・セイ - What'd I Say (1959)
- ベイビー・ドント・ユー・クライ - Baby Don't You Cry (1960)
- ルビー - Ruby (1960)
- 我が心のジョージア - Georgia On My Mind (1960)
- スティックス・アンド・ストーンズ - Sticks And Stones (1960)
- 旅立てジャック - Hit The Road Jack (1961)
- ワン・ミント・ジュレップ - One Mint Julep (1961)
- 愛さずにはいられない - I Can't Stop Loving You (1962)
- アンチェイン・マイ・ハート - Unchain My Heart (1962)
- ユー・アー・マイ・サンシャイン - You Are My Sunshine (1962)
- ハイド・ノア・ヘアー - Hide Nor Hair (1962)
- ユー・ドント・ノー・ミー - You Don't Know Me (1962)
- ユア・チーティング・ハート - Your Cheating Heart (1962)
- ボーン・トゥ・ルーズ - Born To Lose (1962)
- ケアレス・ラブ - Careless Love (1962)
- 打ちのめされて - Busted (1963)
- 泣かずにいられない - Take These Chains From My Heart (1963)
- ドント・セット・ミー・フリー - Don't Set Me Free (1963)
- ノー・ワン - No One (1963)
- 太陽は燃えている - (1964)
- ピタリ命中 - Smack Dab In The Middle (1964)
- マイ・ハート・クライズ・フォー・ユー - My Heart Cries For You (1964)
- メイキン・ウーピー、パート - Makin' whoopee (1965)
- クライング・タイム - Crying Time (1966)
- レッツ・ゴー・ゲット・ストーンド - Let's Go Get Stoned (1966)
- アイ・ドント・ニード・ノー・ドクター - I Don't Need No Doctor (1966)
- トゥギャザー・アゲイン - Together Again (1966)
- イン・ザ・ヒート・オブ・ザ・ナイト - In The Heat of The Night (1967) - 『夜の大捜査線』の主題歌。
- イエスタデイ - Yesterday (1967) - ビートルズのカバー曲。
- エレノア・リグビー - Eleanor Rigby (1968) - ビートルズのカバー曲。
- アメリカ・ザ・ビューティフル - America The Beautiful (1976)
- ウィ・アー・ザ・ワールド  - We Are the World(1985) - USAフォー・アフリカの一員として参加 。
- エリー・マイ・ラブ - Ellie My Love (1989) - 「いとしのエリー」（サザンオールスターズ）のカバー曲。

## フィルモグラフィ

### 映画
| 年   | 題                                                                                  | 役           | 特記 |
| ---- | ----------------------------------------------------------------------------------- | ------------ | --- |
| 1961 | スウィンギン・アロング Swingin' Along                                               | 本人         | |
| 1965 | 星空 Ballad in Blue                                                                 | 本人         | |
| 1966 | ビッグT.N.T.ショー The Big T.N.T. Show                                              | 本人         | ドキュメンタリー映画 |
| 1980 | ブルース・ブラザース The Blues Brothers                                             | レイ         | カメオ出演 |
| 1989 | リミット・アップ 天使にご用心 Limit Up                                              | ジュリアス   | |
| 1990 | クインシー・ジョーンズ・ライヴ・リスンアップ Listen Up: The Lives of Quincy Jones   | 本人         | ドキュメンタリー |
| 1994 | めぐり逢い Love Affair                                                              | 本人         | カメオ出演 |
| 1996 | スパイ・ハード Spy Hard                                                             | バス運転手   | カメオ出演 |
| 1998 | ニューヨーカー2 New Yorkers 2                                                       | 本人         | カメオ出演 |
| 2000 | スーパー・デイブ それいけ!おバカなスタントマン The Extreme Adventures of Super Dave | 本人         | |
| 2000 | ミュージカル・ブルース・ビッグ Blue's Big Musical Movie                             | Gクレフ (声) | 生前最後の映画出演 |
| 2004 | Ray/レイ Ray                                                                        | 本人         | クレジット無し 実際の映像 |
| 2014 | フェイス・オブ・ユニティ Face of Unity                                              | 本人         | https://www.imdb.com/title/tt3612316/plotsummary バラク・オバマ大統領、サミュエル・L・ジャクソン、レイ・チャールズ、モーガン・フリーマンからネルソン・マンデラへのトリビュート映像 |

### テレビ
| 年        | 題                                                      | 役                   | 特記                             |
| --------- | ------------------------------------------------------- | -------------------- | -------------------------------- |
| 1977      | サタデー・ナイト・ライブ Saturday Night Live            | 本人(司会)           | シーズン3, エピソード5           |
| 1977-     | セサミストリート Sesame Street                          | 本人                 | 3エピソード                      |
| 1987      | フーズ・ザ・ボス Who's the Boss                         | 本人                 | エピソード: "Hit the Road, Chad" |
| 1987      | セント・エルズウェア St. Elsewhere                      | アーサー・ティビッツ | エピソード: "Jose, Can You See?" |
| 1987      | こちらブルームーン探偵社 Moonlighting                   | 本人                 | エピソード: "A Trip to the Moon" |
| 1987-1990 | スーパー・デイブ Super Dave                             | 本人                 | 4エピソード                      |
| 1994      | レイ・アレキサンダー Ray Alexander: A Taste for Justice |                      | テレビ映画                       |
| 1994      | ウイングス Wings                                        | 本人                 | エピソード: "A Decent Proposal"  |
| 1997–1998 | ナニー The Nanny                                        | サミー               | 4エピソード                      |

## 特記
1. 1 2 3  According to Eagle, Bob L.; LeBlanc, Eric S. (May 2013). Blues: A Regional Experience. p. 361. ISBN 9780313344244, based on the authors' interpretation of 1935 Florida census information, he was born Horace Charles Robinson in Greenville, Florida. However, most other reliable sources give his birth name as Ray Charles Robinson, and his birthplace as Albany, Georgia. It has been suggested that there has been a misinterpretation and that Horace Charles Robinson was in fact a half-brother.